# La curación del ciego (El Greco, Parma)
La curación del ciego es una pintura realizada por Doménikos Theotocópuli, conocido como el Greco. Consta con el número 62 en el catálogo razonado de obras de este artista, realizado por Harold Wethey.

## Tema de la obra
En la época de la Contrarreforma, la representación pictórica de la curación del ciego simbolizaba a la Iglesia católica revelando la verdadera Fe. La presente pintura debe representar el episodio del evangelio de Mateo (9:27-30), donde Jesús sana a dos ciegos. No puede tratarte de la narración del evangelio de Marcos (Mc 8:22-25) ni de la del evangelio de Juan (Jn 9:1–6), donde la sanación se limita a una sola persona.

## Análisis de la obra

### Datos técnicos y registrales
- Galería Nacional de Parma;
- Pintura al óleo sobre lienzo;
- Dimensiones: 50 x 61 cm;
- Datación: ca 1570, según Wethey;
- Firmado en letras griegas mayúsculas en un escalón de la parte baja izquierda: ΔΟΜHΝΙΚΟΣ ΘΕΟΤΟΚOΠΟYΛΟΣ KPEΣ E´ΠΟIΕΙ;[7]
- Catalogado por Wethey con el n º.62 y por Tizana Frati con la referencia 16-a.[8]

### Descripción de la obra
Este lienzo debió ser pintado a la llegada del Greco a Roma, ya que —por primera vez en su corpus pictórico— aparecen elementos que debió ver allí: en el grupo de la izquierda, el hombre desnudo remite al Hércules Farnesio, y la cabeza que sobresale a su izquierda recuerda a la del Laocoonte. Es posible que el joven en el extremo izquierdo —encima de la firma— sea un autorretrato del pintor a la edad de veintinueve años. El ciego ya curado demuestra su gozo con elocuentes ademanes, propios de esta nueva etapa del Greco, en la que refuerza el papel del gesto y progresivamente relega la escenografía a lo secundario.
Con respecto a la versión anterior, los grupos a ambos lados son más cercanos al espectador, y Cristo y el ciego se han movido algo hacia el centro, lo que aumenta su monumentalidad. En el grupo de la derecha, la reducción de la anchura de este cuadro eliminó eliminó una o dos figuras, y recortó al joven que aparece visto de espaldas. Asimismo, la perspectiva abierta entre los dos grupos, es más vertiginosa y contiene más personajes que en la anterior variante. Los dos hombres en el centro de la vista son de dimensiones más reducidas, acrecentando el sentido de espacio. Frente a ellos, una figura sube los escalones.

## Procedencia
1. Inventario Farnese,
2. Palazzo del Giardino, Parma, 1680, como obra de Veronés;
3. Mariano Inzani, Parma;
4. Real Galería de Parma, ingresó en 1862.[7]